# Dirceu Wiggers
Dirceu Wiggers de Oliveira Filho, mais conhecido como Dirceu Wiggers ou simplesmente Dirceu (Ibaiti, 5 de janeiro de 1988), é um ex-futebolista brasileiro que atuava como zagueiro. Ídolo do Londrina, com o clube foi campeão do Paranaense 2014, da Primeira Liga 2017 e conquistou o acesso à Série C em 2014.

## Carreira
Dirceu era atleta do Coritiba e, no ano de 2011, foi emprestado ao Botafogo-SP. Ainda no mesmo ano, foi emprestado ao Avaí para a disputa do Campeonato Brasileiro de 2011. Fez sua estreia pelo Leão da Ilha no dia 21 de julho, jogo válido pelo Campeonato Brasileiro em que o Avaí foi derrotado pelo Internacional por 3 a 1 na Ressacada. Anotou seu primeiro gol pelo Leão da Ilha no dia 27 de julho, no jogo em que o Avaí perdeu para o Botafogo por 2 a 1 no Engenhão também pelo Campeonato Brasileiro. Após apenas 17 jogos disputados e 1 gol marcado, Dirceu amargou junto com o Avaí o rebaixamento do Campeonato Brasileiro e foi dispensado um dia após o último jogo do time.
Para a temporada de 2012, o Coritiba emprestou novamente Dirceu desta vez para o Nova Iguaçu.
Em 2013, Dirceu foi emprestado ao Londrina Esporte Clube, em troca do atacante Arthur.

## Em clubes fora do Brasil
Em 2015, foi para o futebol português jogar pelo Marítimo, e na sua primeira temporada, o zagueiro marcou 2 gols. Também  atuou na Tailândia e chegou a acertar sua ida para o futebol da Ucrânia, mas em decorrência da guerra deste país com a Russia, retornou ao Brasi.

## Aposentadoria
Contratado pelo Patriotas Futebol Clube, anunciou a aposentadoria em 4 de agosto de 2025.

## Títulos
Coritiba
- Campeonato Paranaense - 2008, 2010[11]
- Campeonato Brasileiro da Série B - 2010

Londrina
- Campeonato Paranaense do Interior - 2013
- Campeonato Paranaense - 2014,
- Campeonato Paranaense do Interior - 2015
- Primeira Liga do Brasil:2017

Prêmios Individuais
- Melhor zagueiro do Campeonato Paranaense 2013
- Melhor zagueiro do Campeonato Paranaense 2014
- Melhor zagueiro do Campeonato Paranaense 2015
- Seleção do Campeonato Gaúcho: 2023